# Cuspidin
Cuspidin ist ein selten vorkommendes Mineral aus der Mineralklasse der „Silikate und Germanate“ mit der chemischen Zusammensetzung Ca8[F4|(Si2O7)2] und damit chemisch gesehen ein Calcium-Silikat mit zusätzlichen Fluorionen.
Cuspidin kristallisiert im monoklinen Kristallsystem und entwickelt typischerweise speerspitzenförmige Kristalle sowie einfache, lamellare oder polysynthetische Zwillinge von wenigen Millimetern Größe mit einem glasähnlichen Glanz auf den Oberflächen. In reiner Form ist Cuspidin farblos und durchsichtig. Durch vielfache Lichtbrechung aufgrund von Gitterbaufehlern oder polykristalliner Ausbildung kann er aber auch durchscheinend weiß sein und durch Fremdbeimengungen eine blassrosa bis rosarote oder schokoladenbraune Farbe annehmen. Seine Strichfarbe ist dagegen immer weiß.

## Etymologie und Geschichte
Erstmals entdeckt wurde Cuspidin in Mineralproben vom Vulkan Monte Somma bei Neapel in Italien, die zu der Zeit bereits einige Jahre im Museum für Mineralogie in Neapel aufbewahrt wurden. Die Erstbeschreibung erfolgte 1876 durch den italienischen Geologen, Mineralogen und Vulkanologen Arcangelo Scacchi, der das Mineral nach der charakteristischen, speerförmigen Kristallform nach dem lateinischen Wort [cuspis] für „Speer“, „Spieß“, „Spitze“ oder „Stachel“ (nach Scacchi auch Lanzette, italienisch: lancetta) benannte.
1914 beschrieben Joseph Bertram Umpleby (1883–1967), Waldemar Theodore Schaller und Esper S. Larsen ein neues, kontaktmetamorphes Mineral, das in einer Kontaktzone etwa 3,5 Meilen südwestlich von Mackay im Custer County (Idaho) entdeckt wurde. 1947 stellten Cecil Edgar Tilley und H. C. G. Vincent bei ihren Untersuchungen über Cuspidine aus den kontaktmetamorphen Dolomit-Skarnen bei Broadford auf der schottischen Insel Skye (Isle Of Skye) fest, dass Custerit mit dem bereits bekannten Cuspidin identisch ist. Der Name Custerit wurde daher diskreditiert und gilt heute als Synonym für Cuspidin.

## Klassifikation
Bereits in der veralteten 8. Auflage der Mineralsystematik nach Strunz gehörte der Cuspidin zur Mineralklasse der „Silikate und Germanate“ und dort zur Abteilung der „Sorosilikate“ (mit tetraederfremden Anionen), wo er zusammen mit Tilleyit die „Cuspidin-Tilleyit-Gruppe“ mit der System-Nr. VIII/B.06 und dem weiteren Mitglied Rustumit bildete. Im Anhang der Gruppe zugeordnet sind die Minerale Suolunit (auch Solanit) und Foshallasit (diskreditiert 2006).
Im zuletzt 2018 überarbeiteten und aktualisierten Lapis-Mineralienverzeichnis nach Stefan Weiß, das sich aus Rücksicht auf private Sammler und institutionelle Sammlungen noch nach dieser klassischen Systematik von Karl Hugo Strunz richtet, erhielt das Mineral die System- und Mineral-Nr. VIII/C.09-10. In der „Lapis-Systematik“ entspricht dies ebenfalls der Abteilung „Grupensilikate (Sorosilikate)“, wo Cuspidin zusammen mit Aklimait, Fukalith, Jaffeit, Killalait, Rusinovit, Suolunit und Tilleyit eine eigenständige, aber unbenannte Gruppe bildet.
Die seit 2001 gültige und von der International Mineralogical Association (IMA) bis 2009 aktualisierte 9. Auflage der Strunz’schen Mineralsystematik ordnet den Cuspidin ebenfalls in die Abteilung der „Gruppensilikate (Sorosilikate)“ ein. Diese ist allerdings weiter unterteilt nach der Struktur der Silikatgruppen sowie der möglichen Anwesenheit zusätzlicher Anionen und der Koordination der Kationen, so dass das Mineral entsprechend seiner Zusammensetzung und seinem Aufbau in der Unterabteilung „Si2O7-Gruppen mit zusätzlichen Anionen; Kationen in oktaedrischer [6] und größerer Koordination“ zu finden ist, wo es als Namensgeber die „Cuspidingruppe“ mit der System-Nr. 9.BE.17 und den weiteren Mitgliedern Baghdadit, Burpalit, Hiortdahlit, Janhaugit, Låvenit, Marianoit, Niocalit, Normandit und Wöhlerit bildet.
Auch die vorwiegend im englischen Sprachraum gebräuchliche Systematik der Minerale nach Dana ordnet den Cuspidin in die Klasse der „Silikate und Germanate“, dort allerdings in die bereits feiner unterteilte Abteilung der „Gruppensilikate: Si2O7-Gruppen und O, OH, F und H2O“ ein. Hier ist er zusammen mit Baghdadit, Burpalit, Låvenit, Wöhlerit, Niocalit, Hiortdahlit, Rosenbuschit, Hainit, Janhaugit, Jennit, Komarovit, Natrokomarovit, Suolunit, Mongolit, Kristiansenit, Kochit, Marianoit in der „Cuspidin-Wöhlerit-Gruppe“ mit der System-Nr. 56.02.04 innerhalb der Unterabteilung „Gruppensilikate: Si2O7-Gruppen und O, OH, F und H2O mit Kationen in [4] und/oder >[4]-Koordination“ zu finden.

## Kristallstruktur
Cuspidin kristallisiert monoklin in der Raumgruppe P21/a (Raumgruppen-Nr. 14, Stellung 3) mit den Gitterparametern a = 10,91 Å; b = 10,52 Å; c = 7,52 Å und β = 109,3° sowie zwei Formeleinheiten pro Elementarzelle.

## Bildung und Fundorte
An seiner Typlokalität am Vulkan Monte Somma in Italien fand sich Cuspidin in dessen karbonatischen Auswürflingen. Er kann aber auch durch Kontaktmetamorphose in Kalkstein entstehen wie unter anderem in Franklin (New Jersey) oder in Melilith-Skarn wie beispielsweise am Berg Dupezeh bei Qala Diza (Qeladze, قلعة دزة) im Gouvernement as-Sulaimaniyya in der Autonomen Region Kurdistan im Nord-Irak. Je nach Fundort treten unter anderem Augit, Biotit, Calcit, Diopsid, Grossular, Hornblende, Magnetit, Monticellit, Perowskit, Phlogopit, Spinell und Wollastonit als Begleitminerale auf.
Als seltene Mineralbildung konnte Cuspidin nur an wenigen Orten weltweit nachgewiesen werden, wobei bisher rund 80 Fundorte dokumentiert sind. Neben seiner Typlokalität Monte Somma trat das Mineral in Italien unter anderem noch in dem nahe gelegenen Steinbruch San Vito nahe Ercolano in Kampanien; bei Ariccia, Monte Sant’Angelo, Rocca di Papa und am Vicosee in Latium (Lazio); im Bims-Steinbruch Case Collina bei Pitigliano in der Toskana sowie in den Leucit-Kalsilit-Melilithiten bei Colle Fabbri nahe Spoleto und im Steinbruch (Cava) Vispi am Vulkan Pian di Celle nahe der Gemeinde San Venanzo in der Region Umbrien auf.
In Deutschland fand sich Cuspidin bisher im Steinbruch Caspar am Ettringer Bellerberg im Landkreis Mayen-Koblenz, am Feuerberg bei Hohenfels-Essingen und am Emmelberg bei Üdersdorf in der Vulkaneifel in Rheinland-Pfalz sowie in Mineralproben aus der Absetzerhalde des Tagebaus Lichtenberg in der Uran-Lagerstätte bei Ronneburg in Thüringen.
Weitere bekannte Fundorte in Europa sind unter anderem einige Schlackenhalden bei Lapanouse im französischen Département Aveyron und im Gebiet von Puntazeza nahe Lavrio in der griechischen Region Attika, Barnavave bei Carlingford (County Louth) und Enniscrone (auch Inishcrone, County Sligo) in Irland, Flekkeren bei Skien in Norwegen, die Abraumhalden der Grube Bolesław bei Przygórze (Niederschlesien) sowie die Halden bei Bytom-Bobrek und Siemianowice Śląskie-Dąbrowka Wielka (Schlesien) in Polen, bei Racoș, in einem Basalt-Steinbruch bei Odorheiu Secuiesc sowie bei Brad und am Berg Cornet bei Hunedoara in Rumänien, das Kohlegebiet Rosice-Oslavany im tschechischen Okres Brno-venkov sowie auf der Halbinsel Ardnamurchan und den Inseln Muck und Skye in Schottland im Vereinigten Königreich.
Weltweit sind noch einzelne Fundorte in Australien, Brasilien, China, Kanada, im Kongo, im Irak, in Israel, Japan, Namibia, Neuseeland, Palästina, Russland, Südafrika, Südossetien, Tansania, der Türkei, der Ukraine und den Vereinigten Staaten von Amerika bekannt.